# Pityococcus rugulosus
Pityococcus rugulosus är en insektsart som beskrevs av Mckenzie 1942. Pityococcus rugulosus ingår i släktet Pityococcus och familjen pärlsköldlöss. Inga underarter finns listade i Catalogue of Life.